# Slidegitaar

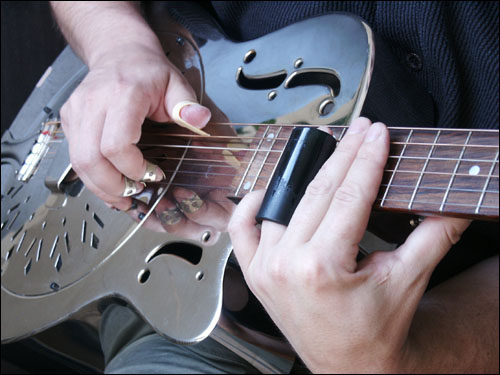
Gitarist op slidegitaar

Slidegitaar is een speltechniek voor gitaar die veel in bluesmuziek wordt toegepast. Tijdens het spelen wordt een slide tegen de snaren gedrukt, waardoor glissando's en vibrato-effecten worden gecreëerd. Meestal wordt de gitaar hierbij in de gebruikelijke positie gehouden, waarbij de bespeler een buisvormige slide op een van zijn vingers plaatst. De gitaar kan echter ook plat in de schoot worden gelegd; er wordt dan gesproken van lap slide guitar of lap steel guitar. Traditioneel werd als slide vaak een afgebroken flessenhals gebruikt. Om deze reden wordt ook wel gesproken van bottleneck guitar. Slidegitaar wordt veel in bluesmuziek toegepast.
De techniek is terug te voeren op primitieve snaarinstrumenten uit Afrikaanse landen en op de steelgitaar uit Hawaï. Aan het begin van de 20e eeuw werd de slide-stijl populair onder bluesmuzikanten uit de Mississippi Delta. De eerste opname van slidegitaar dateert uit 1923 toen van Sylvester Weaver een opname werd gemaakt. Vanaf de jaren dertig hebben artiesten als Robert Johnson, Robert Nighthawk, Earl Hooker, Elmore James en Muddy Waters de techniek gepopulariseerd in de elektrische blues. Zij beïnvloedden slidegitaristen in de rock, zoals Duane Allman, Ry Cooder en leden van de Rolling Stones. Lap slide gitaar-pioniers waren onder andere Oscar Woods, "Black Ace" Turner en Freddie Roulette.